# Simfonija br. 5 (Beethoven)
V. simfonija u c-molu op.67 je jedna od najpoznatijih simfonija i djela Ludwiga van Beethovena i jedno od najpopularnijih djela klasične glazbe. Sastoji se od četiri stavka: nakon prvoga koje je u sonatnom obliku slijede andante, brzi scherzo koji se bez prekida (attacca) nastavlja u posljednji stavak. Praizvedena je u bečkom kazalištu Theater an der Wien 1808. godine i nedugo zatim stekla je golem ugled. Muzikolog E. T. A. Hoffmann simfoniju smatra "najvažnijim djelom toga vremena".

## Podaci
Vrijeme nastajanja: Prve skice dolaze iz godine 1800., ali direktne skice se nalaze u njegovoj knjizi za skice, koje su nastale od u veljači i ožujku 1804. godine. Završavao ju je u vremenu od travnja 1807. do proljeća 1808. godine.
Praizvedba: Zajedno s VI. simfonijom u F-duru op.68; koncertom za klavir i orkestar br.4 u G-duru op.57; dijelovima mise u C-duru op.86; i fantazijom za klavir, zbor i orkestar u c-molu op.80, izvedeni 22. prosinca 1808. u Theater an der Wien.
Popis instrumenata: 1 piccolo flauta, 2 flaute, 2 oboe, 2 klarineta, 2 fagota, 1 kontrafagot, 2 roga, 2 trube, 3 trombona, timpani, 1. i 2. violine, viole, violončela i kontrabasi (violončela i kontrabasi su u nekim dijelovima razdvojeni).

## Priča nastajanja
Zadatak za skladanje V. simfonije je dobio od grofa Franza von Oppersdorffa, između 1803. i 1804., dakle između dovršavanja III. simfonije i prije radnji na IV. simfoniji (koja je bila dovršena u jesen 1806.). U vrijeme kad je dovršavao V. simfoniju završio je i VI. simfoniju.
Stavci
1. Allegro con brio
2. Andante con moto
3. Scherzo, Allegro
4. Finale: Allegro

## Diskografija
- Berliner Philharmoniker, dirigent: Herbert von Karajan (1962.)
- Berliner Philharmoniker, dirigent: Herbert von Karajan (1984.)
- Wiener Philharmoniker, dirigent: Carlos Kleiber (1975.)
- Chicago Symphony Orchestra, dirigent: Sir Georg Solti
- New York Philharmonic, dirigent: Leonard Bernstein
- Cleveland Orchestra, dirigent: George Szell
- Wiener Philharmoniker, dirigent: Leonard Bernstein
- Chicago Symphony Orchestra, dirigent: Fritz Reiner
- Wiener Philharmoniker, dirigent: Karl Böhm
- Berliner Philharmoniker, dirigent: Wilhelm Furtwängler
- Wiener Philharmoniker, dirigent: Wilhelm Furtwängler